# Siamraptor
Siamraptor (il cui nome significa "ladro del Siam") è un genere estinto di dinosauro teropode carcharodontosauro vissuto nel Cretaceo inferiore (Aptiano), in quella che oggi è la Formazione Khok Kruat, Thailandia. Il genere contiene una singola specie, ossia S. suwati, che rappresenta la prima specie definitiva di carcharodontosauro del sud-est asiatico.

## Descrizione
È stato stimato che la lunghezza del corpo di Siamraptor fosse di circa 8 metri (26 piedi).
Gli autori descrittivi hanno indicato alcuni tratti distintivi di Siamraptor. Si tratta di autapomorfie, caratteri derivati unici, relativi ad Allosauroidea. L'osso giugale ha un bordo inferiore che dritto anziché convesso o ondulato, mentre il ramo anteriore è alto, anche sotto l'orbita dell'occhio. L'osso surangolare presenta uno scavo ovale profondo nella parte posteriore della sua sporgenza ossea e quattro forami surangolari posteriori, mentre negli altri teropodi ne sono presenti al massimo due. Un lungo e stretto solco percorre la sutura tra l'osso surangolare e quello prearticolare. La tacca nella sutura tra l'articolazione e la prearticolare presenta un forame. Le vertebre cervicali anteriori presentano un forame pneumatico aggiuntivo che scava la parapofisi, il contatto inferiore della costola. Le vertebre cervicali e le vertebre dorsali posteriori presentano dei piccoli forami accoppiati alla base della spina neurale.

## Storia della scoperta
Tra il 2007 e il 2009, il Japan-Thailand Dinosaur Project effettuò degli scavi nel villaggio di Saphan Hin, sottodistretto Suranaree, distretto di Mueang Nakhon Ratchasima, nella provincia di Nakhon Ratchasima. I reperti includevano alcune ossa di un teropode nuovo alla scienza.
Nel 2019, la specie tipo Siamraptor suwati è stata nominata e descritta da Duangsuda Chokchaloemwon, Soki Hattori, Elena Cuesta, Pratueng Jintasakul, Masateru Shibata e Yoichi Azuma. Il nome generico, Siamraptor, deriva da "Siam", l'antico nome della Thailandia, e dalla parola latina raptor ossia "ladro". Il nome specifico, suwati, onora Suwat Liptapanlop, che sostenne finanziariamente il Northeastern Research Institute of Petrified Wood and Mineral Resources.
L'olotipo, NRRU-F01020008, è stato ritrovato in uno strato della Formazione Khok Kruat risalente all'Aptiano. L'olotipo consiste in un ramo mandibolare destro parziale, comprendendo la parte surangolare, prearticolare e articolare. Ulteriore materiale riferito a S. suwati comprende i resti isolati di almeno tre individui, costituiti principalmente da frammenti di cranio e mandibola, nonché una falange unguale (artiglio) degli arti anteriori, una serie di tre vertebre cervicali, due ischi parziali, una vertebra caudale, due centri vertebrali dorsali e una spina neurale, una tibia parziale e una falange del piede sinistro.